# Marcello Craveri
Pour les articles homonymes, voir Craveri.
 (novembre 2024).
Si vous disposez d'ouvrages ou d'articles de référence ou si vous connaissez des sites web de qualité traitant du thème abordé ici, merci de compléter l'article en donnant les références utiles à sa vérifiabilité et en les liant à la section « Notes et références ».
Marcello Craveri, né le 23 mars 1914 et mort le 18 février 2002 à Turin, est un historien des religions et un érudit de la bible italien.
Élève d'Ambrogio Donini, il s'est fait connaître pour son traitement des thèmes et des traditions religieux à travers une perspective marxiste socio-anthropologique.

## Biographie
Né à Turin le 23 mars 1914, il obtient son doctorat en 1940 puis il fait le service militaire.
Craveri meurt le 18 février 2002 et est enterré dans le cimetière monumental de Turin.

## La vie de Jésus
Son ouvrage le plus lu est probablement La vie de Jésus, publié en 1966, réimprimée à plusieurs reprises, et en version anglaise en 1967. Sur la base des preuves bibliques et des preuves alors disponibles que sont Les rouleaux de la mer Morte, Craveri a conclu que les prétentions historiques de divinité de Jésus étaient strictement limitées et n'étaient pas inhabituelles pour un Juif de son temps, de cette génération.
Beaucoup des affirmations plus fortes, et l'accent mis sur le pouvoir rédempteur ou salvateur de la mort sur la Croix, pourrait être considérée comme une refonte de Paul de Tarse, qui, selon l'auteur, aurait été fortement influencé par les traditions gréco-romaines.

## Œuvres
- (it) Il tema letterario, Paravia, 1955.
- (it) Syntaxis ornata, Firenze, La Nuova Italia, 1962.
- (it) La vita di Gesù, Milan, Feltrinelli, coll. « Collana Storia », 1966. 
  - (en) Marcello Craveri (trad. de l'anglais par Charles Lam Markmann), The Life of Jesus, Grove Press, 1979 (1re éd. 1967).
- (it) Sante e Streghe, Milan, Éditions Feltrinelli, 1980.
- (it) Gesù di Nazareth dal mito alla storia, Lionello Giordano Editore, 1982.
- (it) « Il nuovo catechismo cattolico », Il Calendario del Popolo, Milan, Nicola Teti Editore, vol. 47, no 548,‎ novembre 1991.
- (it) Un uomo chiamato Gesù, Milan, Teti Editore, 1993.
- (it) L'eresia. Dagli gnostici a Lefebvre. Il lato oscuro del Cristianesimo, Milan, Mondadori, coll. « Le Scie », 1996 (ISBN 978-88-04-39789-2)[1].
- (it) Un uomo chiamato Gesù. Un uomo, un rivoluzionario contro tutte le ingiustizie, Firenze, Giunti Demetra, 1996.